# Xarxa elèctrica europea sincronitzada

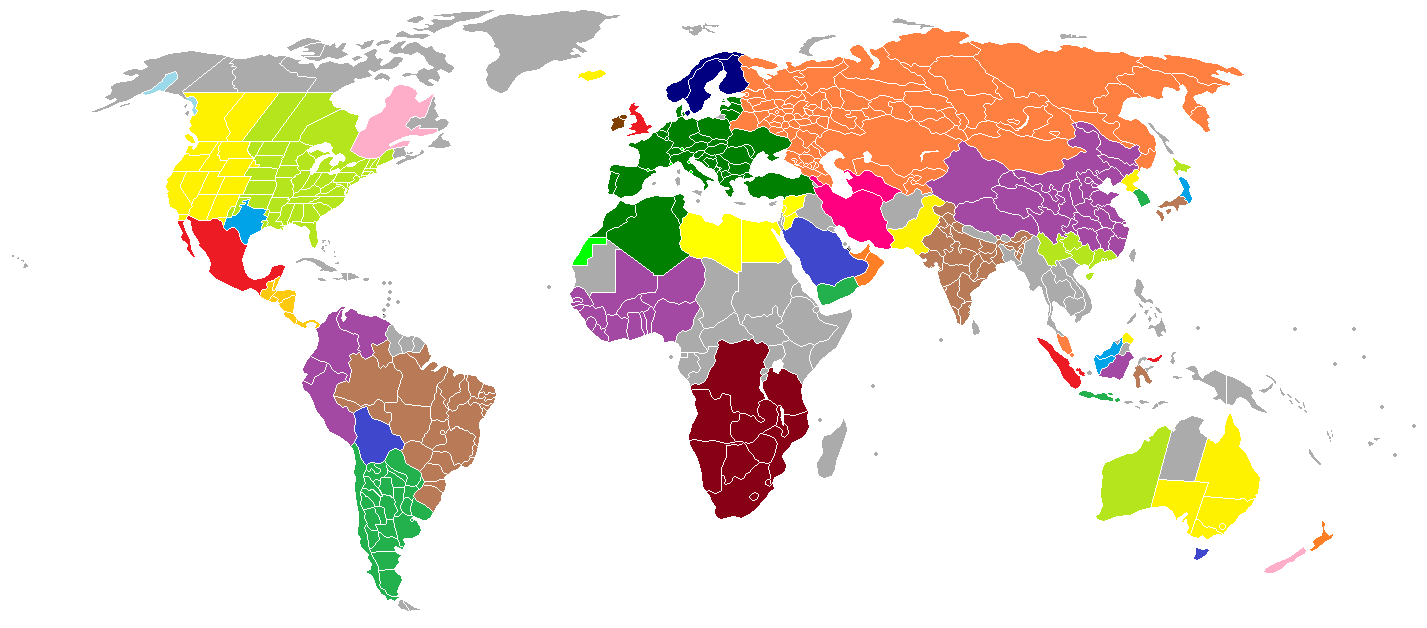
Fig.1 Mapa de països amb xarxa sincronitzada a Euro-àsia i regió mediterrània

Xarxa elèctrica europea sincronitzada (amb acrònim xarxa UCTE) és la xarxa de subministrament elèctric sincronitzada més gran del món. Està sincronitzada mitjançant una única fase a la freqüència de 50 Hz. La xarxa subministra energia a més de 400 milions de clients a 24 països, incloent la UE. El 2009, tenia una capacitat de producció d'energia de 667 GW. Els operadors de la xarxa formen part de l'UCTE (unió de coordinadors de transmissió d'electricitat), inclosa a ENTSO-E (xarxa europea d'operadors de sistemes de transmissió d'electricitat).

## Àrea
La xarxa sincronitzada inclou països com Àustria, Bèlgica, Bòsnia i Hercegovina, Bulgària, Croàcia, República Txeca, Dinamarca (part oest), França, Alemanya, Grècia, Hongria, Itàlia, Luxemburg, Macedònia del Nord, Montenegro, Països Baixos, Polònia, Portugal, Romania, Sèrbia, Eslovàquia, Eslovènia, Espanya i Suïssa. També la part oest d'Ucraïna, Albània, Marroc, Algèria i Tunísia. Turquia s'hi va adherir el 2015.
Països no sincronitzats : Regne Unit, Irlanda, Noruega, Suècia i Finlàndia.